# Ouvrage de Rimplas
L'ouvrage de Rimplas, appelé dans un premier temps ouvrage de la Madeleine, est une fortification faisant partie de la ligne Maginot, située sur la commune de Rimplas dans le département des Alpes-Maritimes.
Il s'agit d'un gros ouvrage d'artillerie, situé à 1 102 mètres d'altitude et interdisant de ce sommet le passage par la vallée de la Tinée, couvrant les petits ouvrages de Fressinéa et de Valdeblore (qui se trouvent en fond de vallée).

## Description

### Mission
L'ouvrage de Rimplas offre des vues sur la Haute-Tinée, au Nord, et jusqu’à Saint-Dalmas de Valdeblore et La Colmiane, à l’Est ; il pouvait donc battre de ses feux la route de la Haute-Tinée et celle menant à Saint-Martin-Vésubie.
Il pouvait également faire du tir d’action frontale en direction de la frontière qui, avant la rectification de 1947, passait à moins de cinq kilomètres de l’ouvrage et longeait l’actuelle D 2565 à un km au plus, la ville de Saint-Martin-Vésubie étant quant à elle pratiquement encerclée aux trois-quarts par la frontière. Entre Isola, où se trouvait une casemate, et Valabres, au débouché du vallon de Mollières, la frontière longeait la route.

### Souterrains
Les locaux souterrains renferment tous les moyens logistiques habituels dans un ouvrage de cette taille : casernement, PC, cuisine, latrines, usine, atelier, stocks de munitions, de gazole, d'eau et de nourriture, poste de secours et même un bloc opératoire. Les galeries et les alvéoles de cette vaste infrastructure souterraine se situent sur trois niveaux.
L'électricité était produite par trois groupes électrogènes, composés chacun d'un moteur Diesel SMIM 6 SR 19 (six cylindres, fournissant 150 ch à 600 tr/min) couplé à un alternateur, complétés par un petit groupe auxiliaire (un moteur CLM 1 PJ 65, de 8 ch à 1 000 tr/min) servant à l'éclairage d'urgence de l'usine et au démarrage pneumatique des gros diesels. Le refroidissement des moteurs se fait par circulation d'eau.
L'ensemble est complété par un téléphérique à un seul câble du constructeur Brien-Anzun dont la recette inférieure est toujours visible en bordure de la route de la Haute-Tinée. Il avait une longueur de 878 m, pour un dénivelé de 602 m, et pouvait transporter 52 tonnes de munitions ou de ravitaillement par jour avec 21 wagonnets. L'entraînement était assuré par deux moteurs thermiques.
Les observatoires du Caïre-Gros (indicatif O 93), de La Pinea (sur la pointe de la Penna, indicatif O 94 : 44° 03′ 43″ N, 7° 05′ 49″ E), de Fraccia-de-Roure Haut (ou ouest, indicatif O 95 : 7° 04′ 56″ N, 44° 06′ 07″ E) et de Fraccia-de-Roure Bas (ou est, indicatif O 96 : 44° 05′ 50″ N, 7° 05′ 20″ E) sont rattachés au PCA (PC de l'artillerie) de Rimplas.

### Blocs

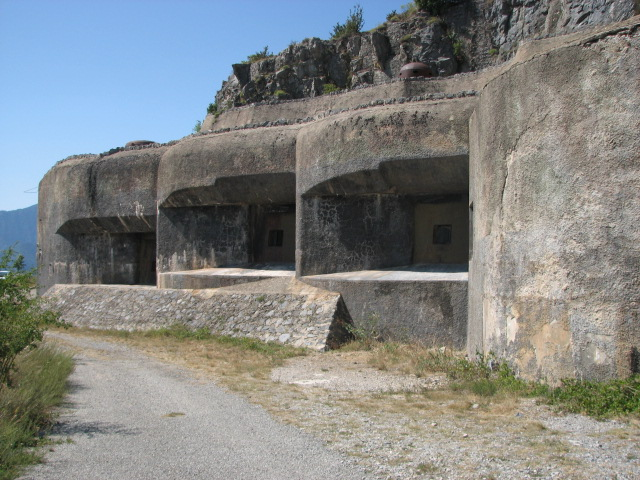
Le bloc 5.

Le gros ouvrage de Rimplas est composé de cinq blocs reliés à une infrastructure de galeries sous roc et de quelques autres aménagements, intérieurs ou extérieurs : 
- bloc 1 : deux créneaux pour mortier de 81 mm, deux créneaux pour jumelage de mitrailleuses (JM) et une cloche lance-grenades. Les deux mortiers de 81 mm faisaient du tir d'action frontale vers le nord, mais sans atteindre la frontière ;
- bloc 2 : un créneau pour fusil mitrailleur et une accès extérieur pour accéder à la plate-forme B pour mortiers à l'air libre ;
- bloc 3 : une cloche GFM (servant d'observatoire, comprenant un périscope J 2, indicatif O 92) et une cloche pour jumelage de mitrailleuses ;
- bloc 4 : deux créneaux pour canon-obusier de 75 mm modèle 1933, un créneau pour canon-mortier de 75 mm modèle 1931, une cloche JM et une cloche d'observation (VDP, indicatif O 91) ; les 75/33 tiraient vers l'ouest, mais ne pouvaient cependant même pas tirer jusqu'à Isola où se trouvait un avant-poste du SFAM ;
- bloc 5 : deux créneaux pour canon-obusier de 75 mm modèle 1933, un créneau pour canon-mortier de 75 mm modèle 1931, une cloche GFM et une cloche d'observation (indicatif O 90). Les 75/33 prenaient la frontière en enfilade vers l'est jusqu'au-delà de Saint-Martin-Vésubie ;
- bloc 6 : un poste optique, situé sur la face ouest, à l'extérieur, constitué par une petite casemate sous roc fermée par un masque de béton ;
- bloc d'entrée (bloc 7 ?), trois créneaux pour fusil-mitrailleur (FM) en caponnière, protégeant la porte mixte et le portail téléphérique ;
- une issue de secours, situé au-dessus de la falaise ouest, près de l'actuel relai téléphonique[4].

S'y rajoutent une casemate en maçonnerie et couverte d'une dalle en béton armé, située avant le virage de la route qui débouche sur l'esplanade, ainsi que le casernement de sûreté situé au village de Rimplas.

### Armement
Les mitrailleuses et fusils mitrailleurs de l'ouvrage étaient chacun protégé par une trémie blindée et étanche (pour la protection contre les gaz de combat). Ils tirent la même cartouche de 7,5 mm à balle lourde (modèle 1933 D de 12,35 g au lieu de 9 g pour la modèle 1929 C).
Les mitrailleuses étaient des MAC modèle 1931 F, montées en jumelage (JM) pour pouvoir tirer alternativement, permettant le refroidissement des tubes. La portée maximale avec cette balle (Vo = 694 m/s) est théoriquement de 4 900 mètres (sous un angle de 45°, mais la trémie limite le pointage en hausse à 15° en casemate et à 17° dans une cloche GFM), la hausse est graduée jusqu'à 2 400 mètres et la portée utile est plutôt de 1 200 mètres. Les chargeurs circulaires pour cette mitrailleuse sont de 150 cartouches chacun, avec un stock de 50 000 cartouches pour chaque jumelage. La cadence de tir théorique est de 750 coups par minute, mais elle est limitée à 450 (tir de barrage, avec trois chargeurs en une minute), 150 (tir de neutralisation et d'interdiction, un chargeur par minute) ou 50 coups par minute (tir de harcèlement, le tiers d'un chargeur). Le refroidissement des tubes est accéléré par un pulvérisateur à eau ou par immersion dans un bac.
Les fusils mitrailleurs (FM) étaient des MAC modèle 1924/1929 D, dont la portée maximale est de 3 000 mètres, avec une portée pratique de l'ordre de 600 mètres. L'alimentation du FM se fait par chargeurs droits de 25 cartouches, avec un stock de 14 000 par cloche GFM, 7 000 par FM de casemate et 1 000 pour un FM de porte ou de défense intérieure. La cadence de tir maximale est de 500 coups par minute, mais elle est normalement de 200 à 140 coups par minute,.

## Histoire

### Construction

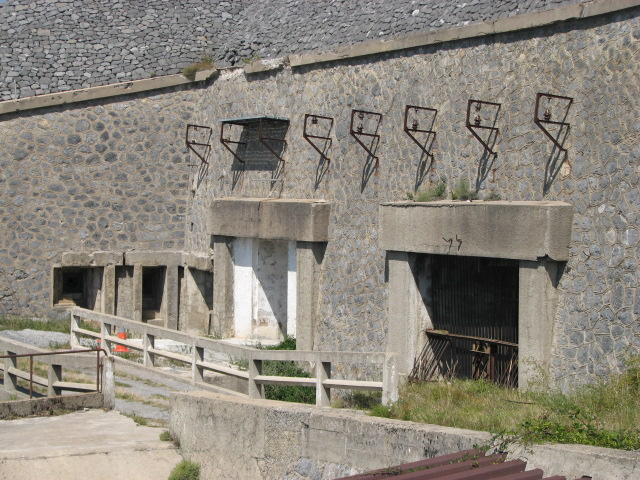
Entrées de l'ouvrage.

D'abord dénommé ouvrage de la Madeleine, c'est le premier ouvrage de la ligne Maginot, sa construction ayant commencé dès 1928 par décision à effet immédiat du gouvernement français en date du 3 septembre 1927, à la suite des multiples déclarations de Mussolini pendant toute l'année sur l'origine italienne de la région de Nice. Le gouvernement français décida également : la réoccupation des postes de haute montagne (Gondran, les Accles, le Janus, etc.) inoccupées depuis 1912, ainsi que la construction par la main-d'œuvre militaire d'une ligne d'avant-postes sur la position retenue auparavant par la 15e région militaire.
En raison de l'urgence déclarée par le gouvernement, le projet fut d'abord pris en charge par la Direction des travaux de fortification de Nice en fondant son étude préalable sur le « Programme réduit de défense de Nice » établi en août 1927 par le général Degoutte. Les travaux de fouille commencèrent le 4 septembre 1928 mais le projet initial fut vivement critiqué et rapidement arrêté. La Commission d'organisation des régions fortifiées (CORF) hérita alors du dossier et fit approuver une solution d'ensemble par le ministre de la Guerre, Paul Painlevé, le 12 février 1929. L'ouvrage de Rimplas a servi, en quelque sorte, de prototype à la CORF car, à ce moment, elle n'avait pas encore totalement défini le schéma des futurs ouvrages, étant elle-même dans l'ignorance des spécifications techniques des armements à mettre en place. Plusieurs plans de l'ouvrage de Rimplas furent donc établis, mais ce n'est qu'en novembre 1929 que le plan définitif fut adopté.

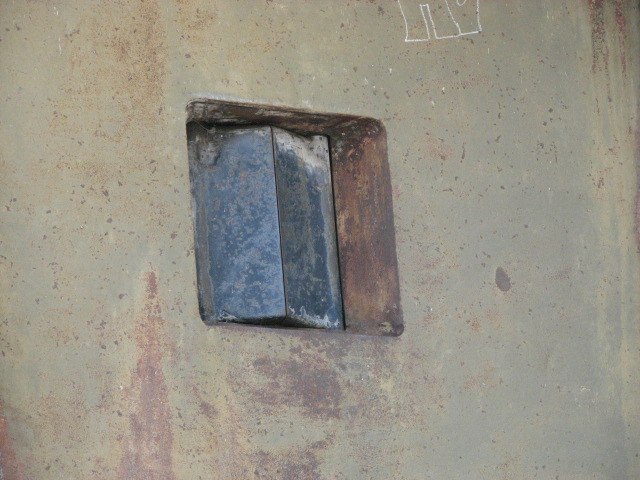
Créneau et volet blindés d'action frontale.

Cet ouvrage n'illustre d'ailleurs pas les concepts mis en œuvre dans les fortifications ultérieures car il s'agit d'un fort monobloc entouré de murs d'escarpe et dont les blocs sont en action frontale. Il s'agit de véritables casemates blindées en acier d'une épaisseur de 20 cm noyées dans le béton et qui se prolongent à l'intérieur en enveloppant le canon ; l'embrasure est fermée par deux volets également blindés. La construction du fort se heurta aussi à de nombreux problèmes dus à la friabilité du sol, qui obligea à bétonner les fouilles en plusieurs endroits, et aux infiltrations d'eau à fort débit ; en juillet 1936, des fissures furent encore constatées dans les bétons. Le fort ne sera remis officiellement qu'en août 1937 au 74e BAF, les travaux n'étant cependant pas totalement achevés. Le coût de l’ouvrage au 31 décembre 1936 était de 34 186 000 francs (valeur de décembre 1936).

### Combats de 1940
En 1939, l'ouvrage de Rimplas avait une grosse garnison de 334 soldats et de huit officiers appartenant au 84e bataillon alpin de forteresse (BAF) et du 167e régiment d'artillerie de position (RAP).
En juin 1940, la zone frontalière, entre Saint-Étienne-de-Tinée et Valdeblore, est tenue par quatre sections d'éclaireurs-skieurs (SES) appartenant au 84e BAF et au 55e RIA : I/55 au mont Raja, II/55 au Collet de la Sagne, III/55 au Bifarquet et celle du 84e BAF aux Cabanes de Lenton. Elles ont en face d'elles le bataillon Val Elero du 1er Alpini.
L’Italie a déclaré la guerre à la France le 10 juin, mais l’offensive réelle ne débute que le 20 juin. Ce jour-là, des unités de la division Livorno franchissent la frontière près d’Isola et remontent la Tinée jusqu’à mi-chemin de Saint-Étienne-de-Tinée, cherchant à s'engager sur le sentier de Roya à Péone par Tolondet, sachant certainement que cette zone n’était pas couverte par les tirs de Rimplas. Ils sont cependant arrêtés au niveau du Pont-Rouge, avant Douans. Aucune source ne fait état de combats dans le secteur les jours suivants et jusqu’à l’armistice.
Le fort de Rimplas est intervenu dans les combats par quelques feux d’interdiction sur la frontière. L’ouvrage lui-même n’a jamais été menacé par l’avance ennemie qui n’a pas débouché de la frontière dans ce secteur.

### État actuel

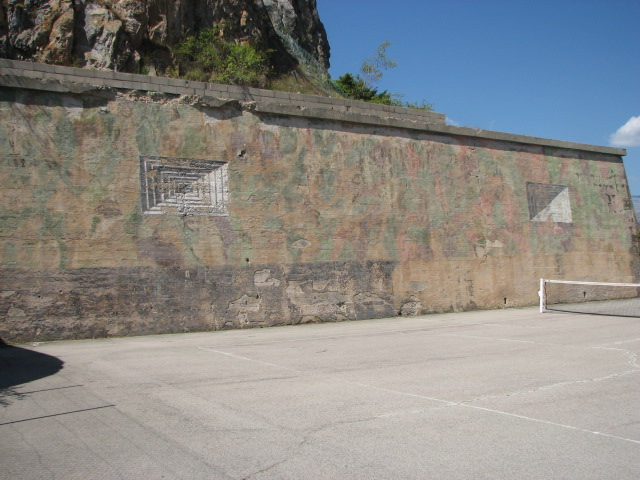
Mur d'escarpe camouflé et faux créneaux de tir.

Désarmé après l’armistice du 17 juin 1940, les Italiens ont démonté et emporté les canons de 75 mm.
Le fort de Rimplas a été réarmé partiellement en 1947 et il a été entretenu par le génie jusqu’à sa déclassification du domaine public militaire en 1972, date à laquelle il est vendu à la commune de Rimplas ; celle-ci le loue alors à une société qui l'utilisa comme champignonnière, l'humidité ainsi entretenue contribuant à dégrader les équipements.
Le fort était en grande partie dépouillé et il ne reste donc que peu de choses à l'intérieur, mais les peintures de camouflage et les faux créneaux sont toujours bien visibles sur les murs d'escarpe.
L'ouvrage de Rimplas a ensuite été racheté par le Conseil général des Alpes-Maritimes qui envisagerait d'en faire un « lieu de mémoire ». Une association créée début 2008, « Les Amis de l’Ouvrage Maginot de la Madeleine », a entrepris des travaux de réhabilitation à l'intérieur et à l'extérieur et a ouvert les portes de l’ouvrage à l’occasion des Journées du patrimoine 2009.

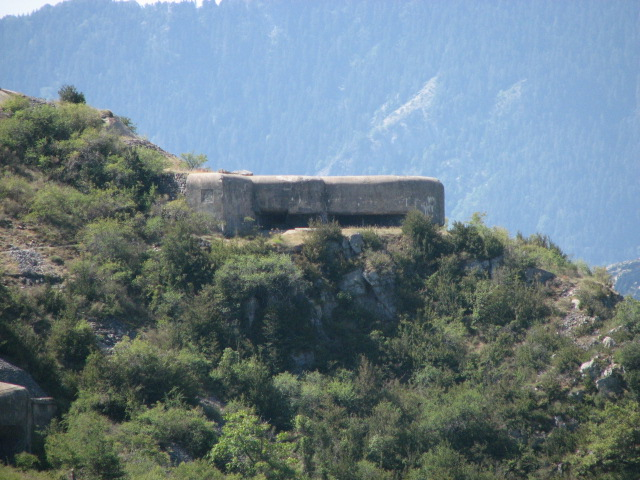
Bloc 1.
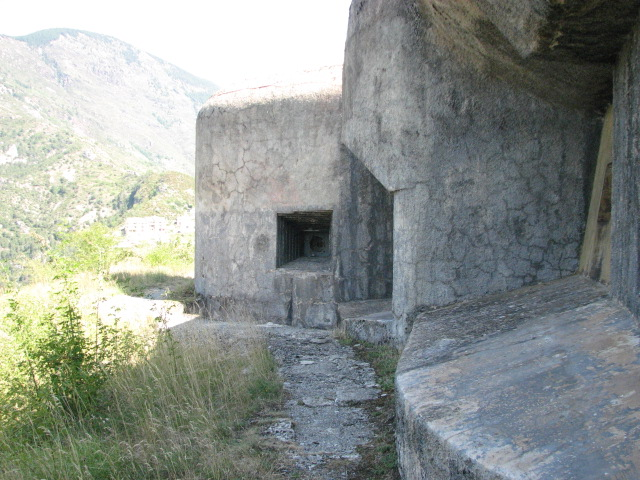
Créneau de protection rapprochée du bloc 4.
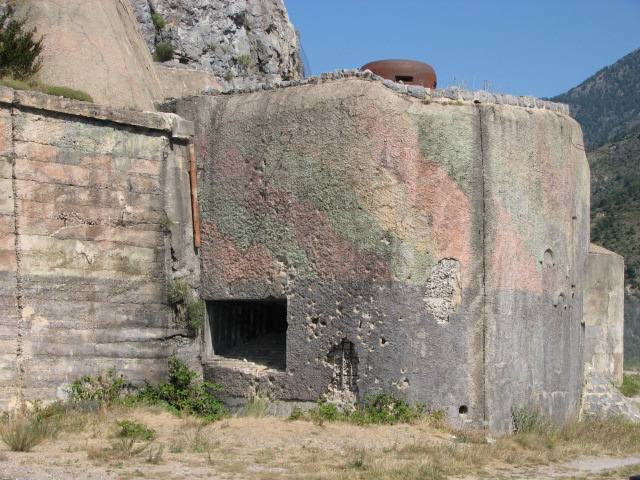
Casemate de flanquement de l'escarpe Est.
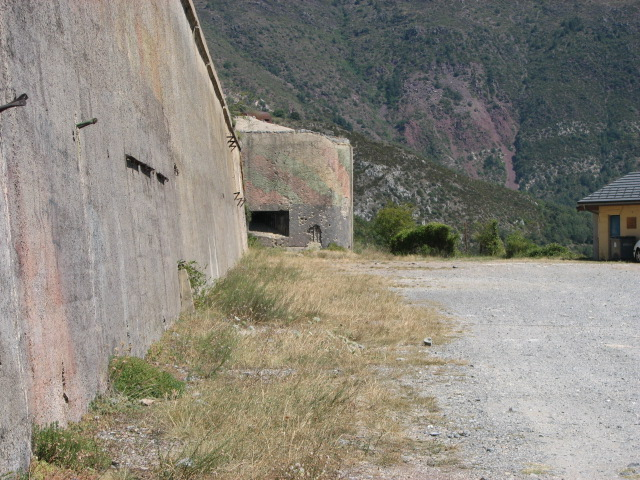
Escarpe Est et sa casemate de flanquement.
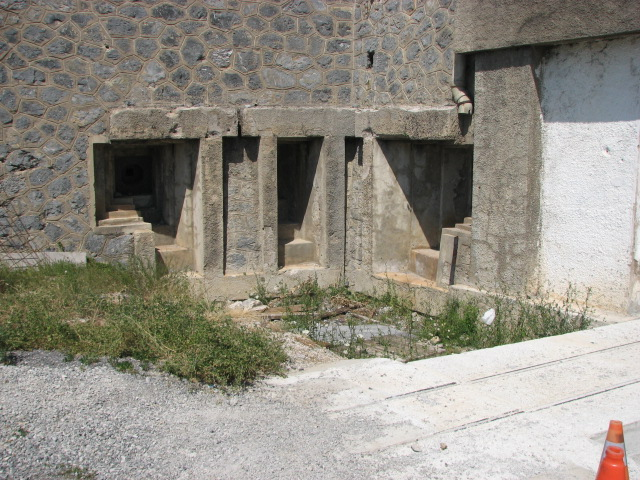
Caponnière de flanquement de l'entrée.
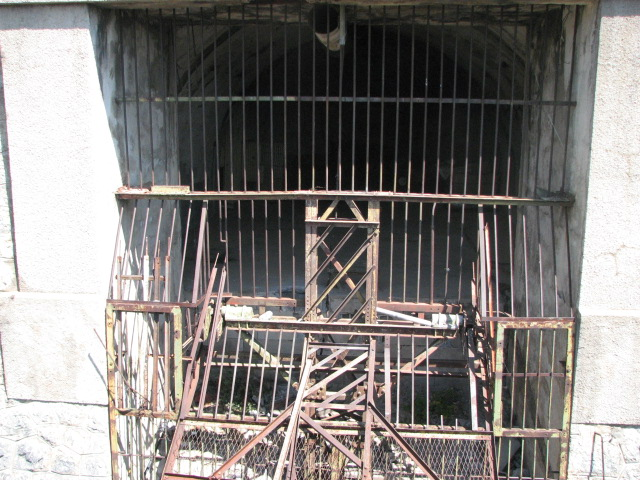
Entrée de la recette supérieure du téléphérique.
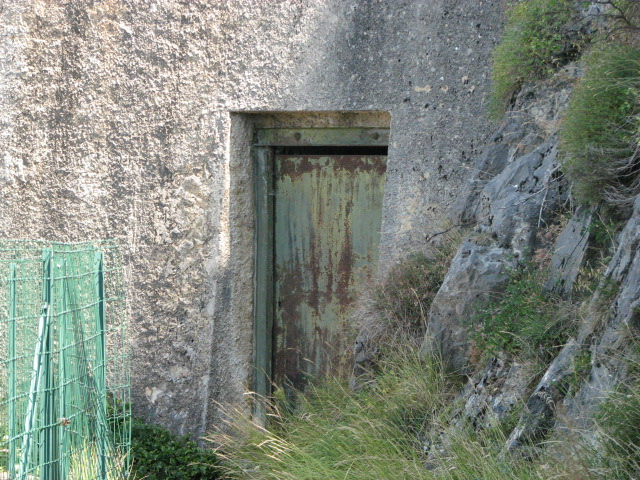
Issue de secours.
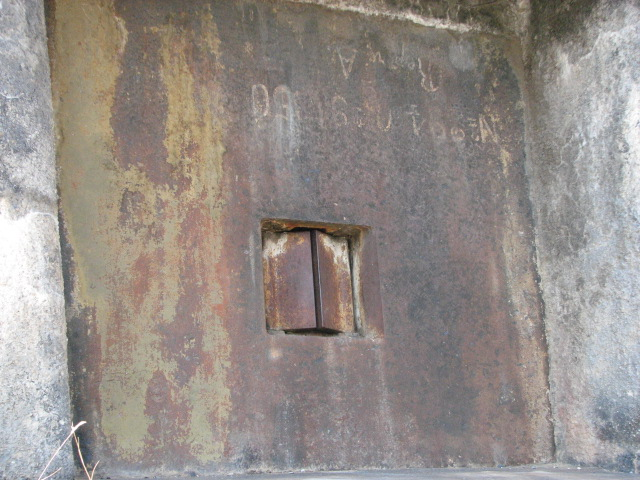
Plaque de blindage et créneau de protection d'une casemate d'action frontale.